# 才尔孟
才尔孟神父（Georgius Germain，1895年10月30日—1978年6月18日），法国传教士，耶稣会会士。上海震旦大学院长（常务校董，1932-1947）。
1895年10月30日，才尔孟生于法国魯昂。1919年10月1日，才尔孟入耶稣会初學院。1923年来华传教。1929年5月19日在中國上海晉升神父。任震旦大學外交關係史教授。1932年任上海震旦大学院长、常务校董，掌握实权，直至1947年。1947年11月，才尔孟接万尔典任耶穌會上海區總務長，上海教区财务主任，住四川南路洋泾浜天主堂。龚品梅任主教后将主教府也设在这里，才尔孟参与教区的决策。
1952年，上海市公安局逮捕“反革命分子”才尔孟，关押一段时间后将其驱逐出境。才尔孟先回欧洲，不久回香港，在亚皆老街设立上海教区办事处。任耶稣会中華區總務，并大力支持越南耶穌會。1967年香港局势不稳，才尔孟将其管理的财产上交罗马。1978年6月18日在香港九龙聖德肋撒醫院离世，享年82歲。